# Sara Tavares

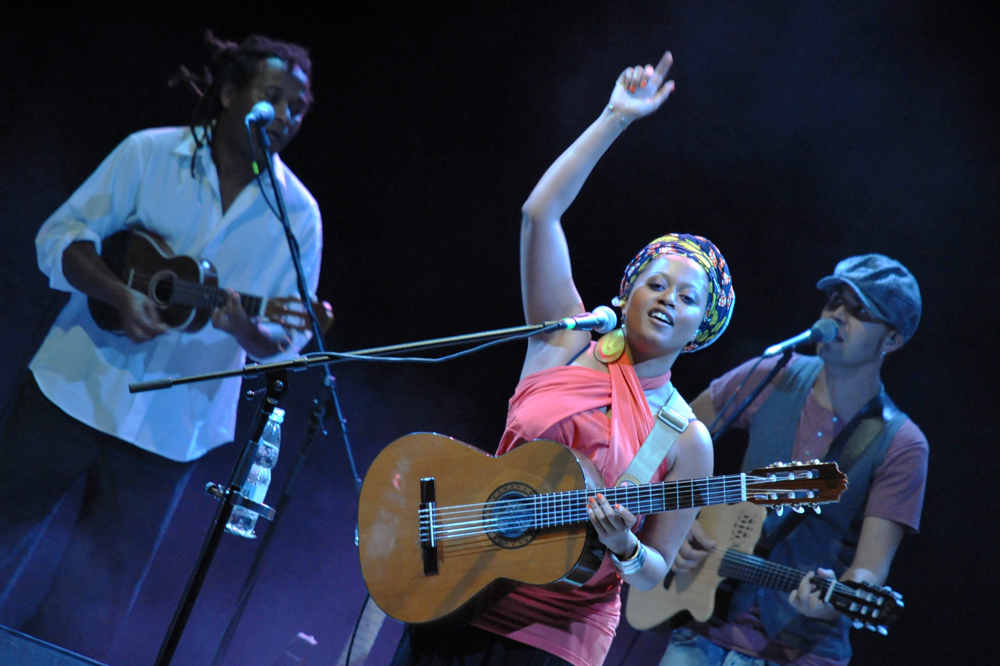
Sara Tavares (i mitten) spelar i Warszawa, september 2011.

Sara Tavares, född 1 februari 1978 i Lissabon, död 19 november 2023 i Lissabon, var en portugisisk sångerska, låtskrivare och gitarrist. Hon var bosatt i Lissabon.
Hon representerade Portugal i Eurovision Song Contest 1994 med låten Chamar a música.